# Lyttamorpha
Lyttamorpha là một chi bọ cánh cứng trong họ Meloidae.
Chi này được miêu tả khoa học năm 1959 bởi Kaszab.

## Các loài
Các loài trong chi này gồm:
- Lyttamorpha peruana Kaszab, 1978
- Lyttamorpha reichenbachii (Kirsch, 1866)